# R–36
Az R–36 (NATO-kódja: SS–9 Scarp) interkontinentális ballisztikus rakéta, amelyet a Szovjetunió a hidegháború idején fejlesztett ki és rendszeresített. GRAU-kódja 8K67. Modernizált, R–36M típusjelű változata (SS–18 Satan) alkotta a szovjet stratégiai rakétacsapatok fegyverzetének gerincét, amellyel a Szovjetuniónak sikerült egyensúlyt teremtenie az amerikai nukleáris erőkkel. Az R–36M rakéták egy részét leszerelésük után kereskedelmi célú hordozórakétaként használták fel, az ukrán Pivdenne Tervezőiroda pedig ez alapján fejlesztette ki a Dnyepr hordozórakétát. Az R–36M változat RSZ–20 jelzéssel is ismert. A rakétákat az ukrajnai Juzsnoje Tervezőiroda (ma: Pivdenne Tervezőiroda) fejlesztette ki és a Juzsmas (ma: Pivdenmas) gyártotta.

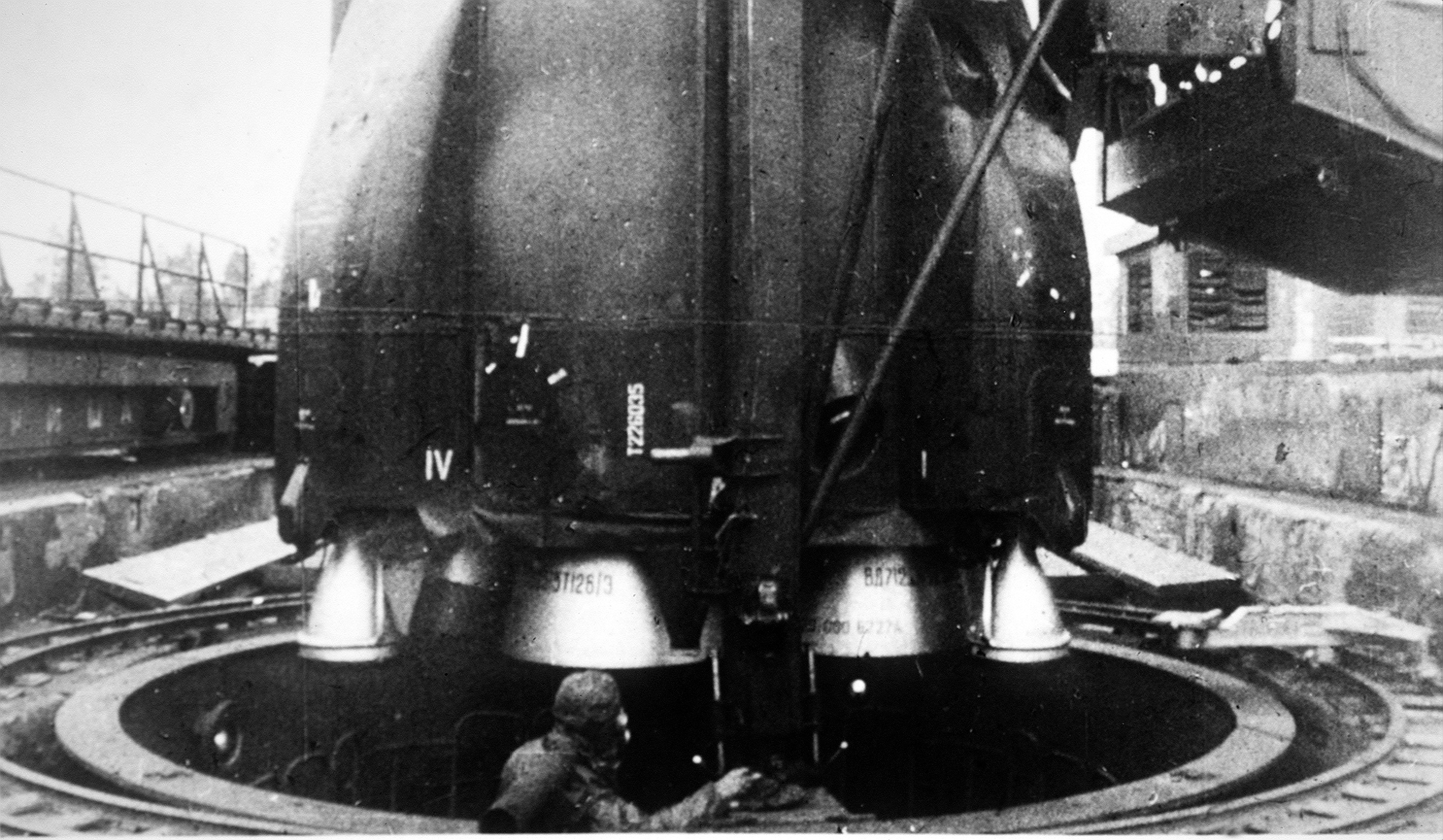
R-36 rakéta silóba helyezése 1984 májusában

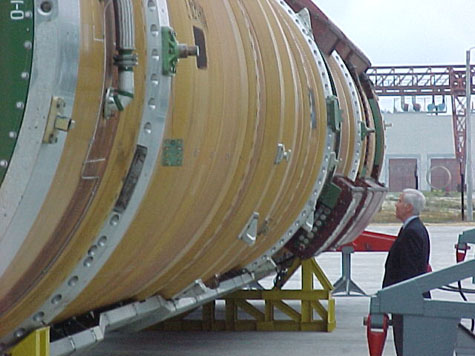
Richard Lugar amerikai szenátor (republikánus, indianai) egy megsemmisítésre váró R–36M rakétánál

## Története
Az R–36 rakéta fejlesztése 1962-ben kezdődött az ukrajnai Dnyepropetrovszkban működő OKB–586 kódjelű Juzsnoje tervezőirodában Mihail Jangel főkonstruktőr vezetésével. Az eredeti tervek szerint a rakétának egy könnyű, egy nehéz és egy világűrből alkalmazható változatát akarták kifejleszteni. A hidegháború szembenálló felei időközben megegyeztek az atomfegyverek világűrbe telepítésének tilalmáról, így a kozmikus indítású változatot elvetették.
A rakétával 1962–1966 között folytak indítási tesztek, melyek során megfelelő üzembiztonságot sikerült elérni. 1970-ben kezdődött a több robbanófejjel felszerelt változat fejlesztése, a következő évben pedig a kísérleti indításokat végezték el.
1969-ben kezdték el a továbbfejlesztett R–36M változat tervezését, amelynél a cél egy olyan elsőcsapás-mérési képesség elérése volt, amellyel még indításuk előtt megsemmisíthetők az Egyesült Államok silókba telepített Minuteman rakétái és a vezetési pontok.
Az R–36M az első tervek szerint 12 Mt-s robbanófejet kapott volna, amelyet maximálisan 10 600 km-re lett volna képes eljuttatni. Az első kísérleti indítás 1973-ban sikertelen volt. A további fejlesztőmunkát követően 1975-ben rendszeresítették a modernizált R–36M változatot. Az eredeti tervekkel ellentétben a hadrendbe állított változat egy darab 18–20 Mt hatóerejű robbanófejjel volt ellátva, a rakéta hatótávolsága 11 000 km volt.
Az R–36M 1984-től összesen hat módosításon ment keresztül. A módosított változatok többségét több, önállóan célra irányítható robbanófejjel (MIRV) szerelték fel, de az utolsó, az 1988-ban telepített R–36M–2 Vojevoda változatot eredményező módosítás során a rakéta ismét egy darab, 18–20 Mt hatóerejű robbanófejet kapott, hatótávolsága pedig elérte a 16 000 km-t.
A telepített R–36M rakétarendszerek mennyisége 1991-ben, a Szovjetunió felbomlása idején érte el a csúcspontot, ekkor 308, silókba telepített rendszer állt szolgálatban. Közülük 204 db Oroszország területén volt, 104 db pedig Kazahsztánban. Utóbbiakat 1995-ig felszámolták, Oroszország pedig a START I szerződésnek megfelelően 154-re csökkentette a számukat. A START II az összes R–36M megsemmisítését irányozta elő, de ez a fegyverzet-korlátozási szerződés soha nem lépett életbe, a rakéta pedig Oroszországban továbbra is rendszerben maradt. A számukat azonban fokozatosan csökkentették, és a helyüket a modernebb, szilárd hajtóanyagú, mobil indítóállással rendelkező Topol–M veszi át. 2007. januári állapot szerint 76 db áll hadrendben az R–36M2 változatból. Oroszország ebből a típusból 2020-ig mintegy 40 db-t tervez hadrendben tartani.

## Szerkezeti kialakítása és műszaki jellemzői
Az R 36 egy kétfokozatú, folyékony hajtóanyagú rakéta. Hajtóanyaga aszimmetrikus dimetil-hidrazin (UDMH), oxidáló-anyaga dinitrogén-tetroxid (N2O4). Változattól függően egy db 18 vagy 20 Mt hatóerejű nukleáris robbanófejjel rendelkezett, vagy három robbanófejjel rendelkező, önállóan célra irányítható robbanófejjel (MIRV) volt felszerelve.
Az R–36M modernizált változat felépítését tekintve hasonló az R–36-hoz, de növelték a robbanófej hatóerejét. A rakéta vagy egy 20 Mt-ás, vagy 10 db, önállóan célra irányítható, egyenként 550-750 kt-ás robbanófejjel volt felszerelve. Utóbbi változat volt a valaha hadrendbe állított legnagyobb hatóerejű ballisztikus rakéta. Első fokozata négy darab, összesen 4,5 MN tolóerejű folyékony hajtóanyagú rakétahajtóművel rendelkezik, második fokozata egy darab 755 kN tolóerejű folyékony hajtóanyagú rakétahajtóművet kapott.

## Külső hivatkozások
- A rakétát kifejlesztő Pivdenne (korábban: Juzsnoje) tervezőiroda honlapja